# 佐藤真有
佐藤 真有（さとう まゆ、1982年9月14日 - ）は、日本の元陸上競技選手。北海道帯広市出身。4×400mR元日本記録保持者。サトウスポーツプラザ、北海道ハイテクアスリートクラブ、ナチュリルアスリートクラブを経て東邦銀行陸上競技部に所属。現在は同陸上競技部コーチ。帯広市立緑園中学校、北海道帯広南商業高等学校、福島大学卒業。旧姓は木田。

## 来歴
2001年、400mで54秒69の北海道新記録を樹立した。
2002年、南部忠平記念陸上の400mで53秒47の日本学生新記録（当時）を樹立、コロンボアジア選手権では400mで5位に入賞、釜山アジア大会では400mで6位に入賞、4×400mRで3分37秒66の日本学生新記録を樹立した。
2006年のドーハアジア大会でも日本代表に選ばれた。
2007年、IAAFグランプリ大阪大会では4×400mR日本チーム（木田・丹野麻美・久保倉里美・吉田真希子）の1走を務め、3分30秒53の日本新記録（当時）を樹立。日本選手権の400mで準優勝。世界陸上大阪大会では4×400mR日本チーム（青木沙弥佳・丹野・久保倉・木田）の4走を務め、3分30秒17の日本新記録を樹立した。
2008年、北京オリンピック陸上競技4×400mリレーの代表選手に選出された。日本チームは、青木沙弥佳・丹野麻美・久保倉里美・木田真有である。北京オリンピック後に結婚した。
2011年の世界陸上大邱出場も期待されていたが、同年3月11日の東北地方太平洋沖地震に伴う福島第一原子力発電所事故で福島大学の現役、OB、OGが沖縄合宿に出発した中、夫が仙台市の消防士で、毎日遺体処理をしている時だから残るように恩師の川本和久から言われ、3月中は仙台に残った。
2012年の6月に日本選手権女子400メートルで初優勝。10月の日本選手権リレー4×100mリレー、4×400mリレーで優勝し現役引退を表明した。

## 記録
- 300m - 38秒12 （2009年4月19日、アジア歴代3位）
- 400m - 53秒05 （2008年5月3日、日本歴代4位）